# Симфонический оркестр Берлинского радио

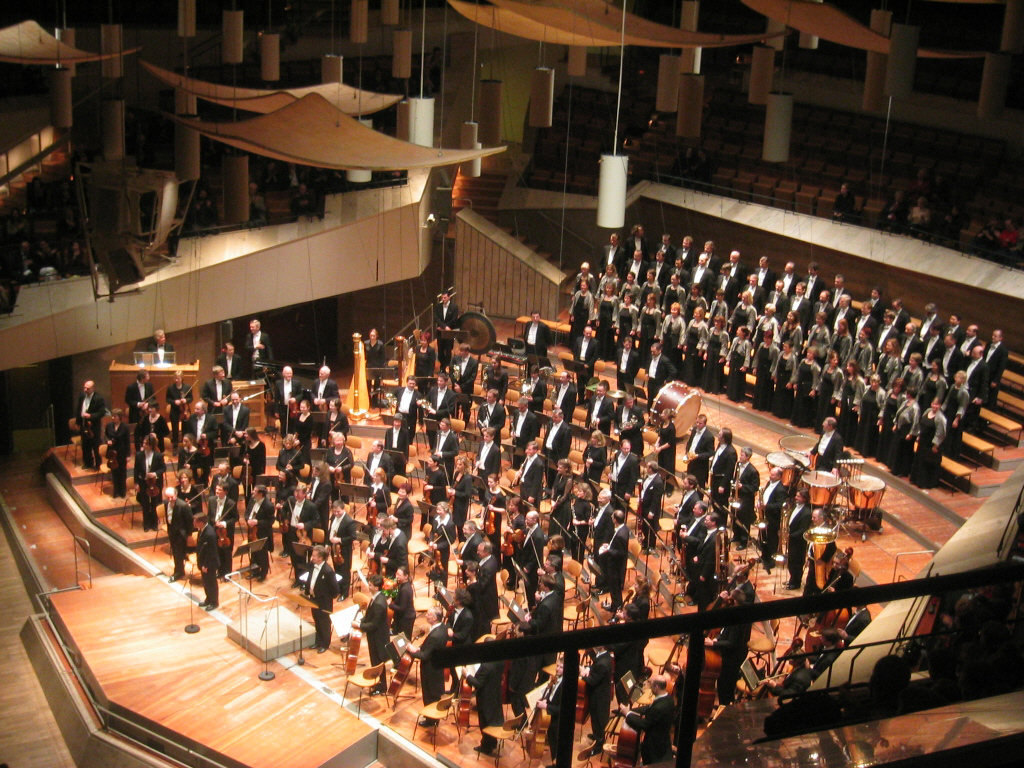
Симфонический оркестр Берлинского радио в зале Берлинской филармонии

Симфонический оркестр Берлинского радио (нем. Rundfunk-Sinfonieorchester Berlin, RSB) — немецкий симфонический оркестр, радиоансамбль, базирующийся в Берлине.
Оркестр был основан в 1923 г. как Оркестр Берлинского радио (Berliner Funk-Orchester) в качестве подразделения частно-государственной радиокомпании «Функштунде». В 1920-30-е гг. специализировался на новейшей музыке: своими произведениями в исполнении оркестра дирижировал Ханс Пфицнер, под управлением Игоря Стравинского в 1931 г. прозвучал его скрипичный концерт (солировал Самуил Душкин), и др.
18 мая 1945 г. Симфонический оркестр Берлинского радио стал первым симфоническим коллективом, давшим концерт в освобождённом от нацистов Берлине. В дальнейшем оркестр оказался в советском секторе оккупации в рамках радиостанции «Берлинское радио», а затем работал в Восточном Берлине в качестве подразделения Радио ГДР, после ликвидации которого в 1 января 1992 года оказался в совместном ведении ARD и ZDF, а с 1994 года в составе Rundfunk Orchester und Chöre GmbH.

## Главные дирижёры
- Вильгельм Бушкёттер (1924—1926)
- Бруно Зайдлер-Винклер (1926—1932)
- Ойген Йохум (1932—1934)
- Отто Фрикхёффер (1932—1934)
- Серджиу Челибидаке (1945—1946)
- Герман Абендрот (1953—1956)
- Рольф Кляйнерт (1959—1973)
- Хайнц Рёгнер (1973—1993)
- Рафаэль Фрюбек де Бургос (1994—2000)
- Марек Яновский (2002—2017)
- Владимир Юровский (с 2017)